# Villefranche-de-Conflent
Villefranche-de-Conflent (in catalano Vilafranca de Conflent) è un comune francese di 235 abitanti situato nel dipartimento dei Pirenei Orientali nella regione dell'Occitania.
Abitata fin dal neolitico, è una località di interesse turistico per la sua struttura a pianta rettangolare circondata da possenti mura e sovrastata dal Forte Liberia, raggiungibile tramite una scalinata all'interno della montagna. Le fortificazioni furono costruite dal famoso ingegnere militare Sébastien Le Prestre de Vauban, per cui la località è stata inserita nel 2008 nella lista delle Fortificazioni di Vauban del Patrimonio mondiale dall'UNESCO.
Stazione di partenza del Treno Giallo che raggiunge Mont-Louis e La Tour-de-Carol al confine con la Spagna.

## Società

### Evoluzione demografica
Abitanti censiti

## Galleria d'immagini

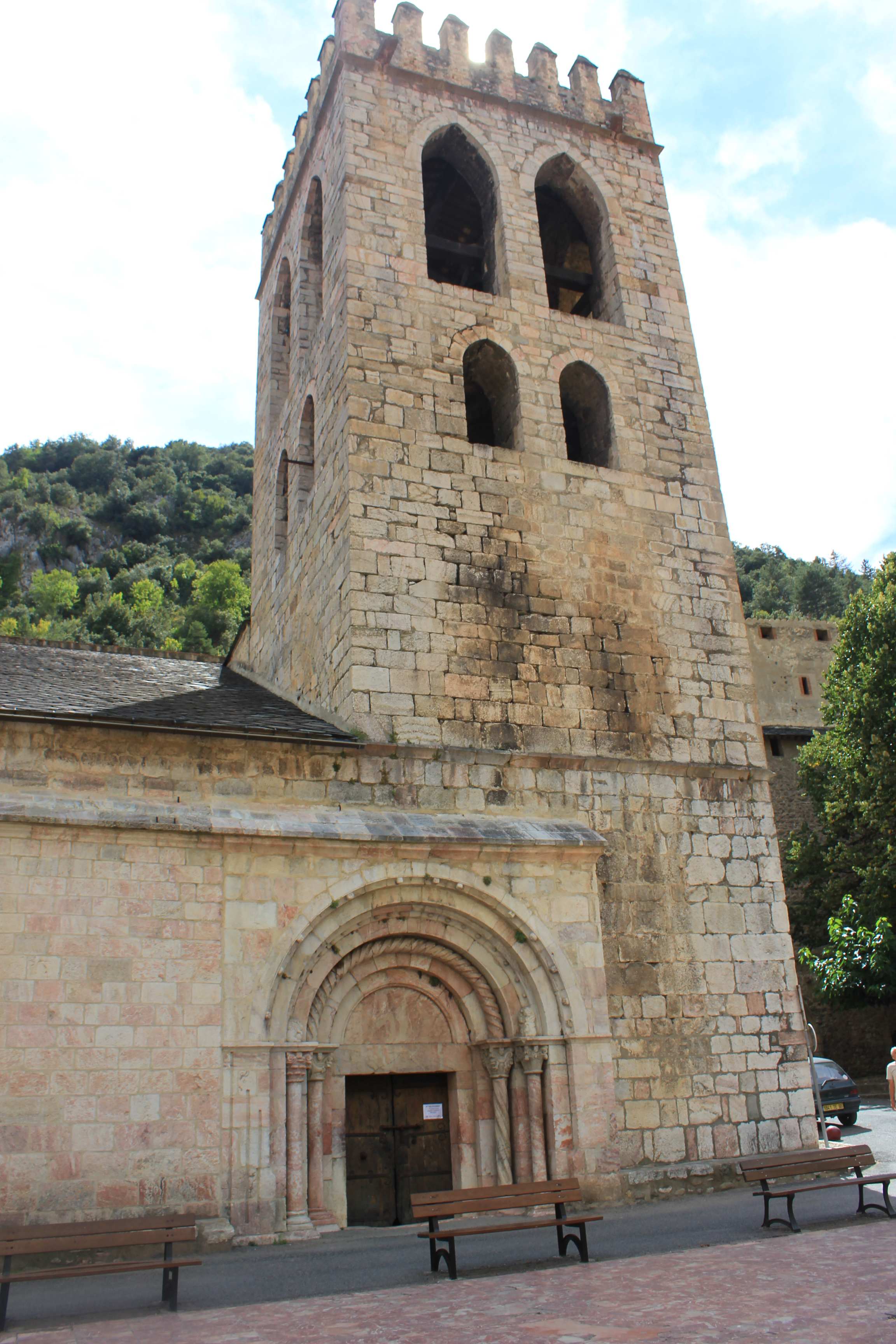
Chiesa di San Paolo
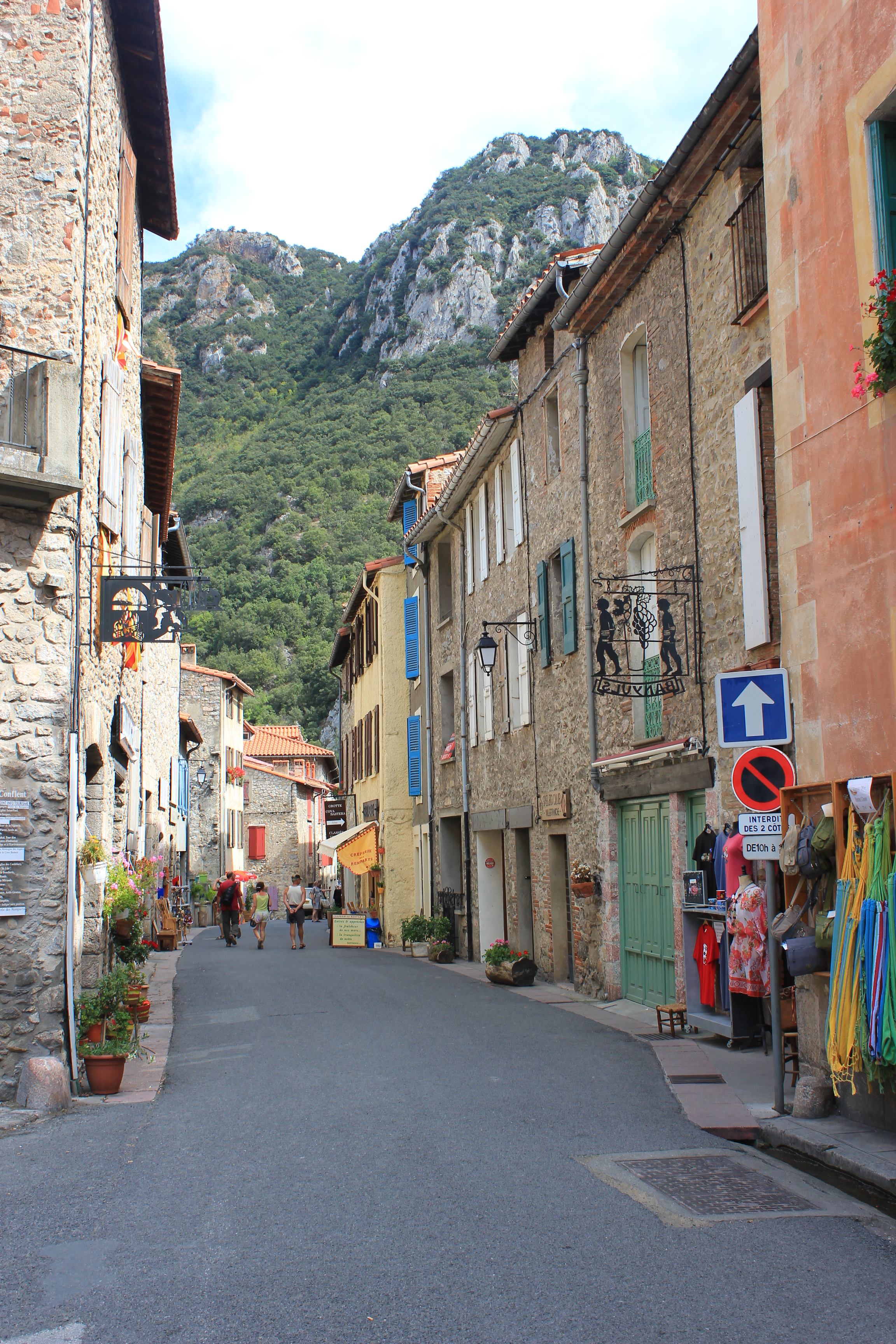
Centro cittadino
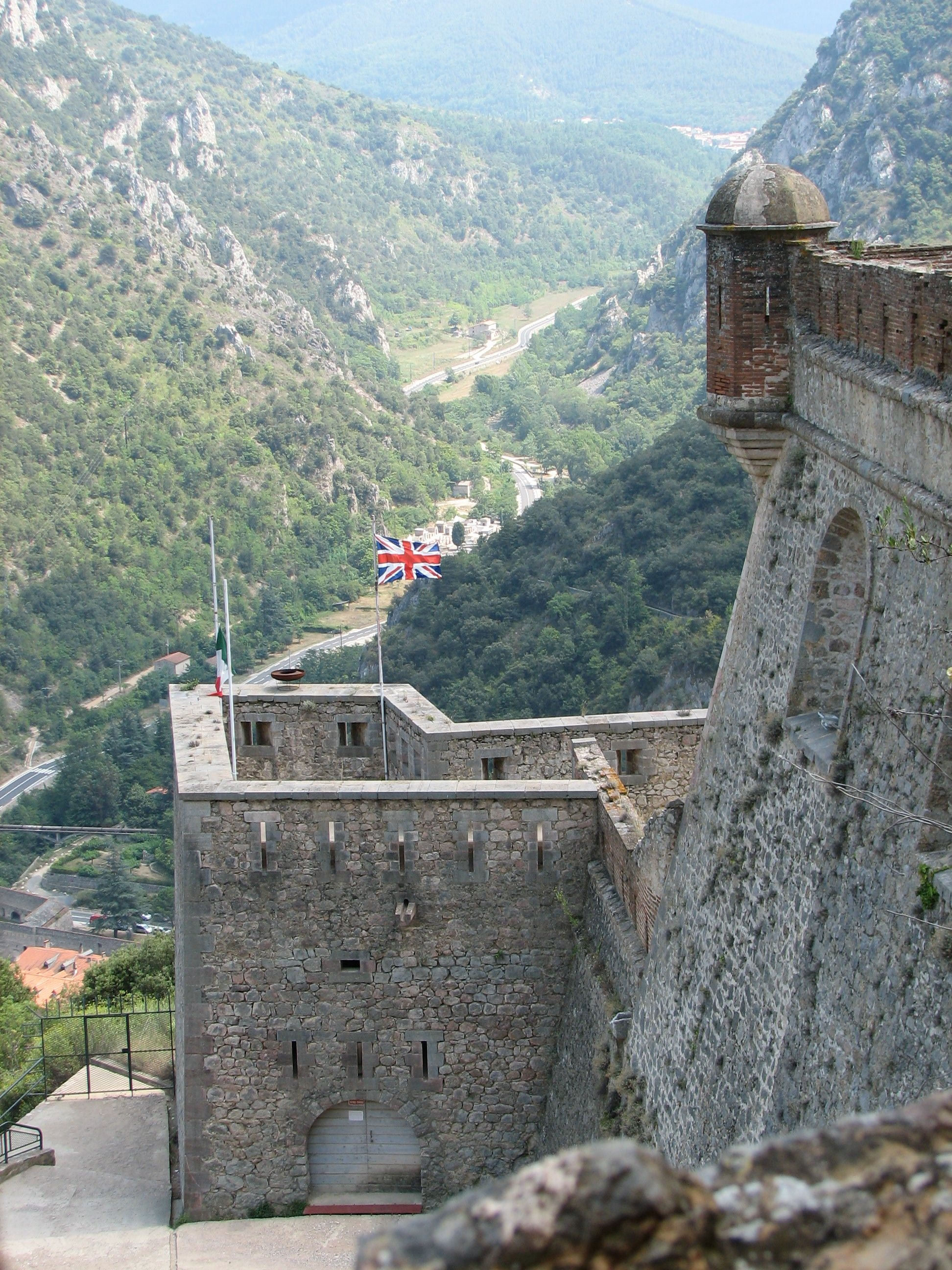
Forte Liberia
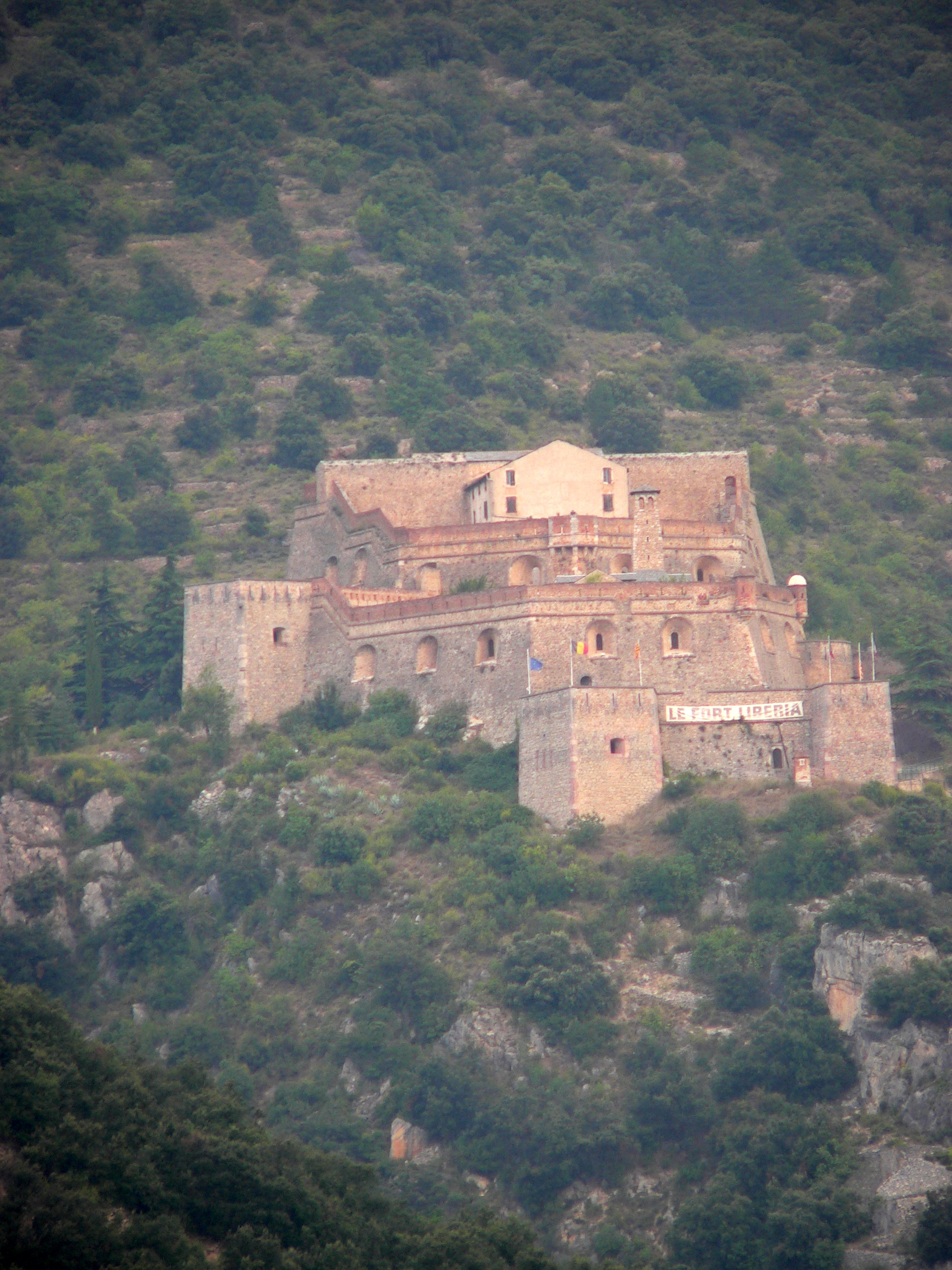
Forte Liberia